# ホルヘ・フィス・カストロ
ホルヘ・フィス・カストロ（Jorge Fiz Castro、 1963年8月22日- ）はキューバの柔道選手。階級は95kg超級。

## 人物
1983年のパンアメリカン競技大会95kg超級で3位になった。1984年のロサンゼルスオリンピックはキューバがボイコットしたために出場できなかったが、その実質的な対抗大会として開催されたフレンドシップ・ゲームズの無差別に出場して5位になった。1987年のパンアメリカン競技大会無差別では優勝を飾った。世界選手権の無差別では銅メダルを獲得した。1988年のソウルオリンピックはキューバが再びボイコットしたため出場できずに終わった。1991年の世界選手権無差別では7位だったが、パンアメリカン競技大会の無差別では2連覇を果たした。1992年のバルセロナオリンピックには国内に世界選手権2位のフランク・モレノがいたために出場できなかった。1996年のパンナム選手権では優勝を飾った。

## 主な戦績
- 1983年 - パンアメリカン競技大会　3位
- 1984年 - フレンドシップ・ゲームズ　無差別　5位
- 1986年 - パンナム選手権　2位
- 1987年 - パンアメリカン競技大会　無差別　優勝
- 1987年 - 世界選手権　無差別　3位
- 1988年 - パンナム選手権　無差別　2位
- 1991年 - フランス国際　3位
- 1991年 - 世界選手権　無差別　7位
- 1991年 - パンアメリカン競技大会　無差別　優勝
- 1996年 - パンナム選手権　優勝
- 1997年 - パンナム選手権　2位